# Estabilizador del estado de ánimo

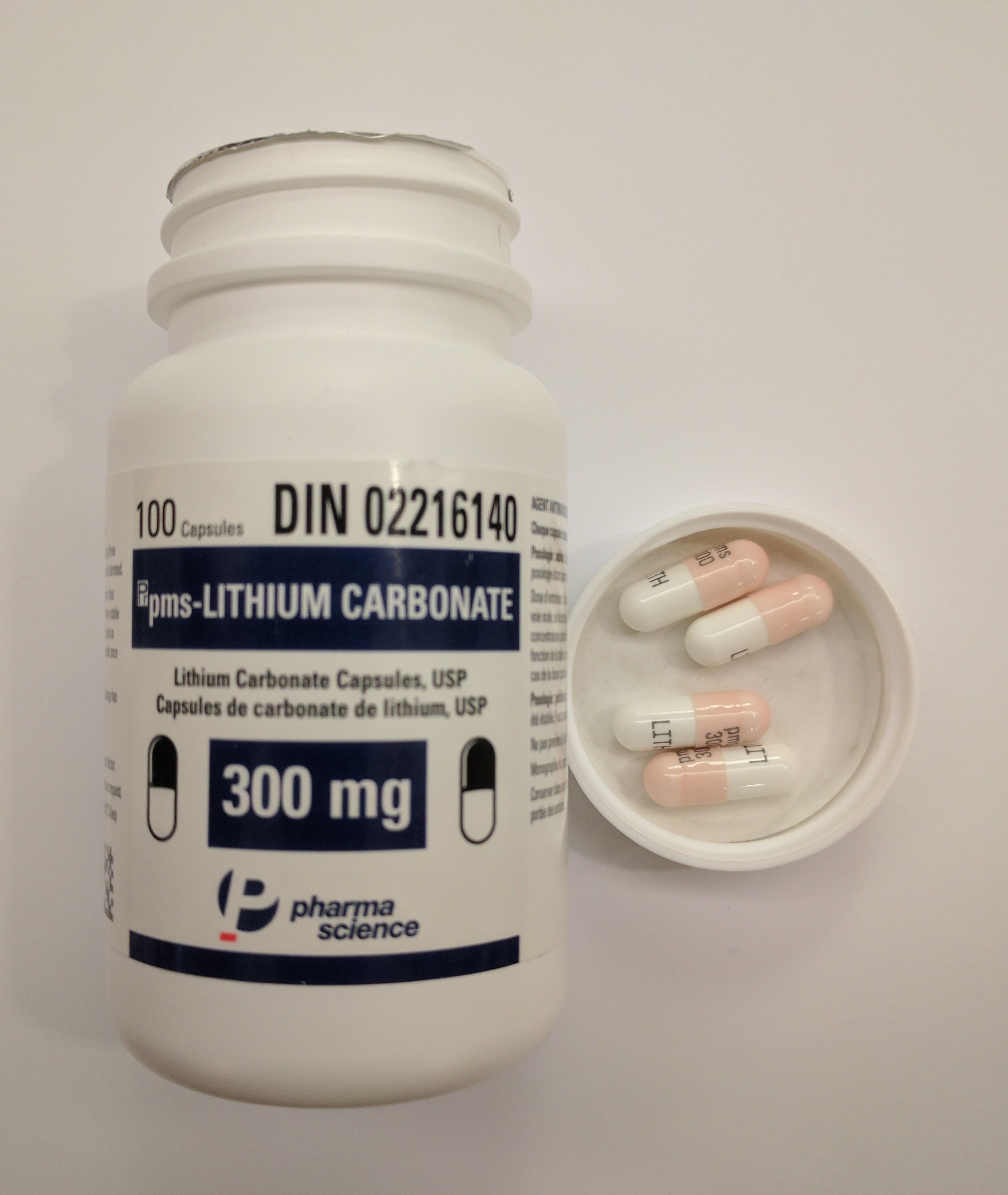
El carbonato de litio, es uno de los medicamentos más clasificados para la estabilización del estado de ánimo

Un estabilizador o estabilizante del estado de ánimo, en ocasiones llamado anticíclico o eutimizante, es un medicamento psiquiátrico utilizado para el tratamiento de los trastornos del estado de ánimo, caracterizados por oscilaciones muy marcadas en el humor y la energía. El más común es el trastorno bipolar, en el cual los estabilizadores suprimen las oscilaciones entre episodios maníacos y depresivos. Estos fármacos también pueden servir para tratar el trastorno límite de la personalidad, en el cual también existen oscilaciones anímicas, de carácter menos intenso y duradero que en el trastorno bipolar pero mucho más volátiles, rápidas e impredecibles, además de impulsividad y episodios de ira. Muchos estabilizantes del estado de ánimo son fármacos antiepilépticos, como el Valproato o la lamotrigina, con la importante excepción del carbonato de litio, que es el medicamento estabilizador del ánimo más antiguo y mejor conocido.

## Ejemplos
Los medicamentos comúnmente clasificados como estabilizadores del estado de ánimo incluyen:
- carbonato de litio: El litio es el 'clásico' estabilizador del ánimo. Fue el primer estabilizante del estado de ánimo en ser aprobado por la FDA y todavía es popular en tratamiento. Su uso requiere monitoreo terapéutico de los niveles de litio en la sangre (rango terapéutico: 0.6 o 0.8-1.2 mEq/L) y los signos o síntomas de toxicidad (náusea, vómitos, diarrea, ataxia).
- El valproato (Depakine), aprobado por la FDA para el trastorno bipolar, puede ser muy irritante para el estómago. La función hepática y los hemogramas deben ser monitoreados para saber los niveles de ácido valproico en sangre. Puede considerarse como fármaco de segunda elección si el carbonato de litio no es bien tolerado o al cual no se responde adecuadamente. En la mayoría de los casos el ácido valproico es muy útil para estabilizar a personas afectadas por trastornos bipolares de ciclación rápida o con episodios mixtos, en los cuales aparecen síntomas maníacos y depresivos serios al mismo tiempo o se alternan criterios de ambas fases en lapsos de tiempo muy cortos.
- carbamazepina (Tegretol) — Los hemogramas deben ser monitoreados, pues puede disminuir el conteo de leucocitos. Solo recientemente (desde 2005), la FDA lo ha aprobado para el tratamiento del trastorno bipolar, pero ha sido ampliamente usado por muchos años.
- gabapentina (Neurontin) — No está aprobado por la FDA para el tratamiento del trastorno bipolar. Recientes estudios científicos sugieren que no es un tratamiento efectivo; sin embargo, muchos psiquiatras continúan usándolo.
- lamotrigina (Lamictal): Particularmente efectivo para la depresión bipolar. Se debe monitorear por signos y síntomas del síndrome de Stevens-Johnson; en muy raras ocasiones su uso puede tener consecuencias fatales.
- oxcarbazepina (Trileptal) — No está aprobado por la FDA para el tratamiento del trastorno bipolar.
- topiramato (Topamax) — No está aprobado por la FDA para el tratamiento del trastorno bipolar. Suele ser eficaz en el trastorno límite de  la personalidad. Puede provocar sensación de hormigueo en las extremidades por suprimir los niveles de potasio en sangre y pérdida de peso.

Algunas veces, los estabilizadores de ánimo se utilizan en combinación; por ejemplo, el litio junto con uno de los anticonvulsivos. Muchos antipsicóticos atípicos tienen también efectos de estabilización del estado de ánimo y, por tanto, se recetan con frecuencia, incluso cuando los síntomas psicóticos están ausentes. También se conjetura que los ácidos grasos omega 3 pueden tener un efecto estabilizador del estado de ánimo, pero aún hace falta más investigación para confirmarlo.